# Jounama Pondage
Jounama Pondage är en reservoar i Australien. Den ligger i delstaten New South Wales, i den sydöstra delen av landet, omkring 330 kilometer sydväst om delstatshuvudstaden Sydney. 
I omgivningarna runt Jounama Pondage växer i huvudsak städsegrön lövskog. Runt Jounama Pondage är det mycket glesbefolkat, med 3 invånare per kvadratkilometer. Genomsnittlig årsnederbörd är 1 301 millimeter. Den regnigaste månaden är februari, med i genomsnitt 173 mm nederbörd, och den torraste är januari, med 75 mm nederbörd.